# 鏟子騎士
《鏟子騎士》是一款由Yacht Club Games開發與發行的2D橫向卷軸平台類型遊戲。隨著Kickstarter公眾募資的項目成功達成，2014年6月在Microsoft Windows、Nintendo 3DS和Wii U平台上發售，同年9月也移植到macOS和Linux平台。2015年4月移植到PlayStation 3、PlayStation 4、PlayStation Vita和Xbox One平台，2015年9月移植到Amazon Fire TV，2017年3月移植到Nintendo Switch平台。 鏟子騎士受到不少FC平台類型遊戲的啟發。該遊戲備受好評並獲得許多獎項。

## 系統

遊戲實機畫面，圖中顯示主角鏟子騎士正使用鏟子從敵人上方進行攻擊

鏟子騎士是一款8位元圖像的2D橫向卷軸平台類型遊戲，玩家操作與遊戲同名的主角「鏟子騎士」收集寶物並對抗無情騎士團（the Order of No Quarter）。鏟子騎士主要的攻擊手段就是他那把鏟子，可用來攻擊迎面而來的敵人和挖掘寶藏，不然就是在跳躍中同時向下攻擊可以在敵人頭上彈跳，類似於《唐老鴨夢冒險》中的彈簧跳或是《薩爾達傳說：林克的冒險》中的向下刺擊。在關卡中找到隱藏商人的話，玩家可以購買次要道具，需要消耗有限量的魔力才能使用。這些道具包含遠距離拋射物、可用來擊穿土塊的拳套、讓玩家短暫無敵的紀念掛墜...等等。
全破遊戲後會開啟二周目模式，整體難度將有所提升。雖然一周目取得的物品、血量與魔力都會保留，但敵人會更難擊殺並且對玩家造成更多傷害，關卡的檢查點數量也有限制。此外遊戲中還有密碼系統供玩家輸入密碼以解鎖各種作弊效果。

### 不同版本的獨佔要素
不同版本的遊戲擁有一些獨特的要素。3DS和Wii U版本中玩家可使用觸控螢幕來切換次要道具而不需要暫停遊戲。3DS版本還有一項獨佔模式叫做「擦肩通信區域」，玩家可以將戰鬥過程的片段記錄下來，並透過擦肩通信分享給其他玩家，在這區域中其他玩家可以與該玩家紀錄中的角色進行戰鬥。Wii U版本可以讓玩家留下訊息給其他玩家，某種程度上類似黑暗靈魂系列。此外，鏟子騎士的Amiibo玩偶於2015年12月11日在歐洲發售、2016年1月8日在北美發售，此玩偶讓玩家可以解鎖Wii U版本的合作模式，在Wii U和3DS版本中可解鎖挑戰關卡與自定義裝備。在PlayStation系列版本中有一場獨佔BOSS戰可與《戰神》系列的主角克雷多斯對戰，Xbox One版本可以和《忍者蛙》進行戰鬥。
2017年1月11日，官方宣布原先在Wii U平台獨佔的合作模式在其他平台也將能使用，包含3DS和PlayStation Vita平台。

### 追加下載內容
免費釋出的擴展內容DLC提供額外的戰役可操作不同角色，如欲解鎖這些角色戰役可以透過全破一次鏟子騎士的戰役（Shovel of Hope），或是輸入作弊碼。
第一部擴展內容－「Plague of Shadows」，讓玩家扮演瘟疫騎士（Plague Knight），武器變為炸彈而不再是鏟子了。藉由改變炸彈外殼，玩家可以自訂瘟疫騎士的炸彈屬性，這會影響炸彈的投擲方式；火藥粉則會影響炸彈的爆炸方式。按住攻擊按鍵可施展出爆裂跳躍將角色彈射到空中。藉由在關卡中尋找鏟子騎士的道具並與寶箱商人Chester交換可獲得咒術Arcana（類似鏟子騎士的次要道具）。另外有些道具可藉由收集關卡中隱藏的綠色硬幣來解鎖。此擴展內容也包含了額外的鏟子騎士挑戰關卡。
第二部擴展內容－「Specter of Torment」，於2016年9月13日公布，並於2017年秋季發售。在此擴展內容中，玩家將扮演會爬牆的幽靈騎士（Specter Knight）。當幽靈騎士靠近敵人時便能施展一次對角線斬擊同時向斜上方或斜下方飛躍一小段距離。收集關卡中隱藏的紅骷髏可以解鎖各種Curios技能（類似鏟子騎士的次要道具）。
第三部擴展內容－「King of Cards」，預計於2018年初推出，由國王騎士（King Knight）擔綱主角。該角的特色是使用一種名為慶典之擊的招式與旋轉跳躍攻擊。此外在本篇中還會出現一個集換式卡牌類型的小遊戲。此外，最終還有一個擴展內容「Showdown」，是一個單機的大亂鬥模式，允許最多四位玩家進行對戰，該模式將與King of Cards同步推出。2019年11月，官方宣布「King of Cards」與「Showdown」確定在12月10日推出。

## 背景

### Shovel of Hope 篇章
在遊戲正開始之前，兩位冒險者鏟子騎士和圓盾騎士在這世界上結伴旅行，然而當他們在一座「命運之塔」探索時，一個詛咒符文奪走了圓盾騎士，而鏟子騎士昏迷並在塔外甦醒後才發現塔已被封印。在失去愛人的悲傷中，鏟子騎士放棄了冒險並轉為自我放逐的生活。在他放棄冒險的這段時間，女巫（Enchantress）的勢力正逐漸崛起，大地上散布著邪惡之力。當鏟子騎士聽說女巫已解開命運之塔的封印時，他決定重新踏上旅程，希望能拯救圓盾騎士。為了達成目的，鏟子騎士必須跟女巫派遣來阻饒他的「無情騎士團」進行戰鬥。

### Plague of Shadows 篇章
本篇故事平行於Shovel of Hope篇章。瘟疫騎士暗自密謀著某個計畫，那就是從鏟子騎士和其他無情騎士團成員身上偷取某種精華，以用來調製一種能實現任何願望的終極藥劑。此外有一些原本在Shovel of Hope篇中出現過的角色也來協助瘟疫騎士，例如一位名叫Mona的魔女，由於一般人害怕與排斥煉金術，她只能在暗中秘密研究煉金術。

### Specter of Torment 篇章
本篇時間早於Shovel of Hope篇章，幽靈騎士被女巫派去招募騎士們加入無情騎士團。由於某個紀念掛墜的力量，每當他招募到騎士時，他也能逐漸恢復人性與回憶起過往的生活。為了恢復自身的人性與記憶，幽靈騎士化身為鐮刀死神踏上了狩獵騎士之路。

## 開發
關於遊戲的起源，設計師Nick Wozniak表示「最初只是某次午餐聊天時的玩笑罷了，不過好像有點聊得太認真了」。其實製作團隊早已計畫要製作一款遊戲，風格類似於那些陪伴他們成長的FC經典遊戲，另外《薩爾達傳說：林克的冒險》中的長劍刺擊動作也受到設計師們的喜愛，接著他們很快便想到如果要在遊戲中套用這種劍刺動作那麼一把鏟子反而會比一把劍更合適，最終《鏟子騎士》的概念便誕生了。除此之外，遊戲的靈感也來自於《惡魔城傳說》、《唐老鴨夢冒險》、《超級瑪利歐兄弟3》以及《洛克人元祖系列》。另外也有受到《U.N. Squadron》與《黑暗靈魂》的影響。
遊戲於2013年3月17日首度發表，同時建立Kickstarter募資活動以籌措開發資金，募資目標為7萬5千美金。3月下旬募資金額就已達標，4月13日最終募資結束總金額為31萬1502美金，達成募資活動中提供額外遊戲要素的全部階段性目標。 這些額外要素包含：四人對戰模式、任務導向的挑戰模式、轉換全部角色性別的模式，以及將3個BOSS當作可操作角色的額外戰役劇情，以上這些要素未來在遊戲中都會免費更新。為了推廣Kickstarter募資，Yacht Club把他們為了PAX遊戲展製作的早期試玩版發送給不少Youtube上的遊戲名人，包含Two Best Friends Play和Game Grumps。
鏟子騎士的8-bit風格配樂也是一大特色，如同FC時代的古早遊戲風格。遊戲配樂由Jake Kaufman負責編曲，另外《洛克人元祖系列》的作曲家松前真奈美也有貢獻其中兩首曲目。遊戲原聲帶和遊戲發售日同一天於Bandcamp平台上開放購買與下載，另有一張收錄改編版曲目的專輯。
跟配樂一樣，鏟子騎士的畫面也相當類似FC時代的古早遊戲風格，甚至限制遊戲的色調與動畫張數以近似FC風格。

## 發行
本作原本預定在2013年9月發售，但後來延期到2014年初。又經過數次延期之後，2014年6月5日Yacht Club Games宣布遊戲確定在6月26日發售。最終遊戲在許多平台上發售，包含PlayStation 4和Xbox One平台；這兩個平台各擁有獨佔的BOSS戰，前者是來自《戰神》系列的克雷多斯，後者是《忍者蛙》。各平台的實體版於2015年10月發售。
2017年以前本作僅有一個本體遊戲，另外包含數個額外戰役的免費追加下載內容。然而在2017年的春季更新中將會把這些額外追加戰役轉為付費項目，並與原版戰役〈Shovel of Hope〉分離而變成可獨立執行。原版將會被一個整合全部戰役的完整版《Shovel Knight: Treasure Trove》所取代，在此更新前擁有遊戲的玩家到時則會免費升級成Treasure Trove版本。

## 評價
鏟子騎士受到不少評論家的讚賞。以GameRankings、Metacritic這兩家評價匯總網站為例，針對3DS版本，前者共6篇評論、平均分數93.67%，後者共9篇評論、平均分數90/100；PlayStation 4版本，前者共17篇評論、平均分數91%，後者共18篇評論、平均分數90/100；PlayStation Vita版本，前者共5篇評論、平均分數90.40%，後者共4篇評論、平均分數92/100；Wii U版本，前者共21篇評論、平均分數89.98%，後者共24篇評論、平均分數88/100；Windows版本，前者共28篇評論、平均分數87.11%，後者共46篇評論、平均分數85/100；Xbox One版本，前者共6篇評論、平均分數86%，後者共10篇評論、平均分數86/100。
Kotaku網站將遊戲歸為2014年「22款評價最高的無續集遊戲之一」，因其在Metacritic上的高分。IGN編輯Colin Moriarty給予遊戲9/10的分數，稱其為「2014年已發售的最佳遊戲」。Infendo.com稱遊戲是「對舊時代的精彩致敬，但仍富有新意，一款迷人且創新的遊戲」。Nintendo Life稱讚3DS版本「優秀的操作、華麗的畫面、令人驚豔的配樂以及討喜的腳色們...頂尖的關卡設計、多變的玩法、隱藏空間、可自選的挑戰要素與豐富的戰鬥系統」。
遊戲評論節目零標點符號的主持人Ben "Yahtzee" Croshaw回顧了整個遊戲，對於遊戲玩法帶動劇情的方式特別讚賞，難度設計也讓他回想起黑暗靈魂中運用的元素。另外他也注意到有些人可能會認為這遊戲只是在賣弄情懷，然而他本身從未擁有過FC遊戲機，所以如果他自己喜歡鏟子騎士，那就證明這款遊戲並非只是賣弄情懷。

### 銷售
包含Kickstarter贊助在內，鏟子騎士在北美發售首月累計售出18萬份，其中Wii U版本售出4萬9千份，3DS版本出5萬9千份，Steam版售出6萬6千份。到2014年12月4日為止，全平台累計售出30萬份。到2015年6月30日為止，累計售出70萬份。2016年12月14日，累計售出150萬份。2018年4月，累計售出200萬份。

### 獎項
| 年份 | 獎項                                                           | 類別                             | 結果 | 參考資料 |
| ---- | -------------------------------------------------------------- | -------------------------------- | ---- | -------- |
| 2014 | The Game Awards                                                | 最佳独立游戏                     | 獲獎 | [ 62 ]   |
| 2014 | GameSpot's Game of the Year                                    | 3DS年度游戏                      | 提名 | [ 63 ]   |
| 2014 | GameSpot's Game of the Year                                    | 年度游戏                         | 提名 | [ 64 ]   |
| 2014 | GameSpot's Game of the Year                                    | Wii U Game年度游戏               | 提名 | [ 65 ]   |
| 2014 | Giant Bomb's 2014 Game of the Year Awards                      | 最佳处女作                       | 提名 | [ 66 ]   |
| 2014 | Giant Bomb's 2014 Game of the Year Awards                      | 最佳游戏                         | 提名 | [ 67 ]   |
| 2014 | Giant Bomb's 2014 Game of the Year Awards                      | 最佳音乐                         | 提名 | [ 68 ]   |
| 2014 | Nintendo Life's Reader Awards 2014                             | 3DS eShop年度游戏                | 獲獎 | [ 69 ]   |
| 2014 | Nintendo Life's Reader Awards 2014                             | Wii U eShop年度游戏              | 獲獎 | [ 69 ]   |
| 2014 | Nintendo Life's Staff Awards 2014                              | 3DS eShop年度游戏                | 獲獎 | [ 70 ]   |
| 2014 | Nintendo Life's Staff Awards 2014                              | Wii U eShop年度游戏              | 獲獎 | [ 70 ]   |
| 2014 | National Academy of Video Game Trade Reviewers (NAVGTR) awards | Original Light Mix Score, New IP | 提名 | [ 71 ]   |
| 2014 | National Academy of Video Game Trade Reviewers (NAVGTR) awards | Game, Original Action            | 提名 | [ 71 ]   |
| 2015 | IGN's Best of 2014                                             | 最佳3DS游戏                      | 獲獎 | [ 72 ]   |
| 2015 | IGN's Best of 2014                                             | 最佳音乐                         | 獲獎 | [ 73 ]   |
| 2015 | IGN's Best of 2014                                             | 最佳游戏                         | 提名 | [ 74 ]   |
| 2015 | IGN's Best of 2014                                             | 最佳平台游戏                     | 獲獎 | [ 75 ]   |
| 2015 | IGN's Best of 2014                                             | 最佳平台游戏 - 人民选择奖        | 獲獎 | [ 75 ]   |
| 2015 | IGN's Best of 2014                                             | 最佳Wii U游戏                    | 提名 | [ 76 ]   |

## 客串演出
鏟子騎士作為可操作角色出現在另一款遊戲《Runbow》和衍伸作品《Runbow Pocket》中；在《蒼藍雷霆 鋼佛特 爪》中變成一個隱藏BOSS，不過需要使用鏟子騎士的Amiibo玩偶才能解鎖；在《Yooka-Laylee》中變成一位NPC；在動畫《The Reward: Tales of Alethrion》中也曾客串演出；另外瘟疫騎士也在獨立遊戲《Creepy Castle》中客串過。
未來鏟子騎士將會在Wii U版《Hex Heroes》遊戲中成為可操作角色；在《Road Redemption》和《Indivisible》中預定成為可操作角色；在《血咒之城：暗夜儀式》中也預定客串演出。

## 衍生作品
- 《鏟子騎士：挖掘》（Shovel Knight Dig）

由Yacht Club Games與Nitrome合作開發，最初於2019年8月公布，而後延期至2022年發售，發售平台未定。本作具備隨機生成要素，包含全新故事、角色與道具。
- 《鏟子騎士：口袋地城》（Shovel Knight Pocket Dungeon）

由Yacht Club Games與獨立開發者VINE2D合作開發，於2021年12月13日在Windows、PlayStation 4和Switch平台推出。本作為方塊遊戲類型，結合益智解謎與動作冒險。